# كريس ريد
كريس ريد (بالإنجليزية: Chris Reid)‏ (4 نوفمبر 1971 بإدنبرة في المملكة المتحدة - ) هو لاعب كرة قدم بريطاني في مركز حراسة المرمى. شارك مع منتخب اسكتلندا تحت 21 سنة لكرة القدم. أما مع النوادي، فقد لعب مع نادي هيبرنيان وهاميلتون أكاديميكال ونادي ستيرلينغ ألبيون.

## وصلات خارجية
- كريس ريد على موقع قاعدة بيانات كرة القدم.إي يو (الإنجليزية)
- كريس ريد على موقع Soccerbase.com (لاعب) (الإنجليزية)